# Rod Thomas
Roderick John Thomas, più conosciuto con il diminutivo Rod Thomas (Glynncorwg, 11 gennaio 1947) è un ex calciatore gallese, di ruolo difensore.

## Caratteristiche tecniche
Era un terzino destro.

## Carriera

### Club
Dopo una stagione trascorsa a livello semiprofessionistico nel Gloucester City, esordisce tra i professionisti nella stagione 1964-195 all'età di 17 anni con lo Swindon Town, club della terza divisione inglese, con cui in realtà era già stato in rosa nella stagione precedente senza giocare nessuna partita ufficiale. Nella sua prima stagione gioca solamente 2 partite di campionato, ma già nella stagione seguente diventa stabilmente titolare, giocando 35 partite. Dopo altre 41 partite nella stagione 1967-1968, è tra i protagonisti della stagione 1968-1969, che all'epoca rappresentò il punto più alto raggiunto fino a quel momento dal club nella sua storia: oltre a conquistare la prima promozione in seconda divisione della loro storia, i Robins vinsero infatti la Coppa di Lega, primo trofeo maggiore della loro storia: Thomas fu protagonista in entrambe le competizioni, giocandovi rispettivamente 44 e 12 partite. Nella stagione 1969-1970 esordisce invece in seconda divisione, giocandovi 41 partite e segnandovi una rete, la sua prima in carriera tra i professionisti. Gioca poi in seconda divisione con lo Swindon Town (con cui vince inoltre la Coppa di Lega Italo-Inglese 1969 e la Coppa Anglo-Italiana 1970) per ulteriori tre stagioni e mezzo, con complessive 133 presenze e 4 reti. In carriera con i Robins ha totalizzato complessivamente 355 presenze e 5 reti fra tutte le competizioni ufficiali, spalmate nell'arco di nove stagioni e mezzo: nel gennaio del 1974 passa per 100000 sterline al Derby County, con cui all'età di 26 anni esordisce in prima divisione, giocandovi 4 partite. L'anno seguente contribuisce con 22 presenze alla vittoria del campionato da parte dei Rams, con cui esordisce inoltre nelle competizioni UEFA per club giocando una partita in Coppa UEFA; nella stagione 1975-1976, in cui vince un Charity Shield, gioca invece 2 partite in Coppa dei Campioni e 40 partite in massima serie, categoria nella quale segna poi le sue prime (e di fatto anche uniche) reti in carriera nella stagione 1976-1977, nella quale gioca 21 partite, alle quali aggiunge anche 4 presenze in Coppa UEFA. Nella stagione 1977-1978 gioca invece altre 2 partite (arrivando così a quota 89 presenze e 2 reti in carriera in prima divisione), per poi trasferirsi a stagione iniziata ai gallesi del Cardiff City, militanti nella seconda divisione inglese, categoria in cui gioca per un quadriennio proprio con i Bluebirds, con cui totalizza complessivamente 86 presenze in partite di campionato. Si ritira poi definitivamente nel 1983, all'età di 36 anni, dopo aver giocato con quattro squadre negli ultimi due anni di carriera, tutte a livello semiprofessionistico ad eccezione del Newport County, dove rimane per pochi mesi giocando 3 partite in quarta divisione.
In carriera ha totalizzato complessivamente 434 presenze e 7 reti nei campionati della Football League.

### Nazionale
Per un decennio è stato una presenza costante nella nazionale gallese: in particolare vi ha esordito nel 1967, all'età di 23 anni, e nell'arco di dieci anni (dal 1967 al 1977) vi ha giocato in totale 50 partite, senza mai segnare. Tra queste partite figurano 10 incontri di qualificazione ai Mondiali e 12 di qualificazione agli Europei. In precedenza, durante la sua militanza allo Swindon Town, aveva anche giocato 6 partite con la nazionale gallese Under-23.

## Palmarès

### Club

#### Competizioni nazionali
- Coppa di Lega inglese: 1

Swindon Town: 1968-1969
- Campionato inglese: 1

Derby County: 1974-1975
- FA Charity Shield: 1

Derby County: 1975
- Welsh League Division One: 1

Barry Town: 1982-1983

#### Competizioni internazionali
- Coppa di Lega Italo-Inglese: 1

Swindon Town: 1969
- Coppa Anglo-Italiana: 1

Swindon Town: 1970